# Имена и эпитеты Бога в иудаизме
И́мя Бо́га, наиболее часто встречающееся в Торе, — יהוה‎, также известное как тетраграмматон, не произносят в традиционном талмудическом иудаизме, где с уважением относятся к именам Адона́й (мн. ч. «Господа́ мои́») и Элохи́м (мн. ч. «Бо́ги»), требующим их замены на другие эпитеты во избежание напрасного упоминания, хотя эти слова и не являются именами. Кроме тетраграмматона в Танахе присутствуют и другие имена собственные, а также эпитеты, описывающие Бога. Некоторые из этих эпитетов используют в еврейской литургии. Вне литургии используют особые эвфемизмы, заменяющие табуированные имена в разных контекстах. Также употребляют эквиваленты этих эпитетов на других языках, например, Рахмана (ед. ч. «Милостивый наш») на арамейском языке в Талмуде или Эйберштер («Всевышний») на идише.

## Тетраграмматон
Четырёхбуквенное непроизносимое имя Творца (יהוה‎) считают собственным именем Бога. Впервые встречается в Торе в Быт. 2:4. Используется в первой из десяти заповедей (Втор. 5:6).
Произношение вслух табуировано, при произношении заменяют словами Адонай, ха-шем, «тетраграмматон» в зависимости от контекста. В письменном виде сохраняют в виде тетраграмматона в свитках Торы и печатных изданиях и книгах пророков, вошедших в Танах, а также в некоторых молитвенниках (без огласовок). Во многих молитвенниках и в других книгах в цитатах из Торы заменяют буквой хе с апострофом ('ה‎), либо двумя буквами йод (יי‎).

## Адонай
Адона́й (мн. ч. אֲדֹנָי‎ — «Господа мои», от ед. ч. адони́ — «господин мой», «и сказал: Господи (Адонай), Боже господина (адони) моего Авраама! пошли её сегодня навстречу мне и сотвори милость с господином (адони) моим Авраамом» (Быт. 24:12), означает «судья» (דן‎, дан), как Всемилостивый и праведный Судья. Чаще переводят в современной литературе как «наш Господь». Адона́й используют иудеи вместо произнесения непроизносимого имени Бога в молитвах и во время публичного чтения Торы и книг пророков. Считают связанным с атрибутом милосердия. Также Адонай возможно встретить в Пс. 67:20 «Благословен Господь (Адонай) всякий день».
В каббале Адонай соответствует сфире малхут.

## Ха-шем
Ха-шем (Гашем, Ашем) — буквально «имя» (с определённым артиклем или с большой буквы, השם‎).
Строго говоря, это не имя, а эвфемизм, «обозначение имени», используемое вместо имени-эпитета Адонай и Элохим (которые, при меньшей табуированности также традиционно избегают произносить всуе) вне молитвы или религиозной службы, например, при учёбе или общении с прессой. Иногда используется вариант Адоше́м для сохранения размера (при цитировании литургии вне богослужения, например, при репетиции мелодии).

## Элохим
Обычно понимают как Pluralis majestatis от древнего семитского Эль (אל‎, ср. Аллах) или Эло́ах (אלוה‎), которое переводят как «Бог» или «божество». Часто находится в притяжательной форме Элохену с грамматическим значением «Боги наши», но согласуется с частями речи в единственном числе. Это имя считают связанным с атрибутом суда и справедливости.

## Эхье-Ашер-Эхье
Эхье-Ашер-Эхье (אהיה אשר אהיה‎) буквально переводится «Буду каким буду», в традиционных переводах — «Я есмь Сущий», из первого из трёх ответов, данных Всевышним на вопрос Моисея о Его имени, которое следует сообщить евреям, пребывающим в рабстве в Египте (Исх. 3:14). В арамейском переводе (Таргум Онкелоса) эта фраза не переведена, а приводится в оригинале как имя собственное и в таком виде цитируется в Талмуде (Бава Батра 73 a).

## Саваоф
Савао́ф (צבאות‎, цевао́т — буквально «[Господь] воинств») — один из эпитетов Бога в иудейской и христианской традициях, употребляющихся, как правило, в сочетании с тетраграмматоном. Этот эпитет может означать как «[Господь] воинств Израилевых», так и «[Господь] воинств Ангельских», или воинств Небесных. В Танахе имя Саваоф начинает встречаться с Первой книги царей.
В отличие от других имён и эпитетов Бога (Элохим, Иегова, Адонай), Саваоф обозначает свойство всемогущества, образ которого заимствован от воинства. Этот эпитет не встречается в древнейших книгах Библии, но он часто употребляется у пророков и в псалмах (Господь Саваоф). Ввиду того, что этот эпитет связан с понятием воинства, некоторые видят в нём просто «Бога войны»; это мнение опровергается тем, что эпитет Саваоф не употреблялся во времена, когда евреи развивали наибольшую воинственную деятельность, а напротив, часто употреблялся в те времена, когда воинственность уступала место мирному развитию. Правильнее видеть в этом термине идею Бога как всемогущего Владыки всех сил неба и земли, так как по библейскому представлению, звёзды и другие космические явления — тоже своего рода «воинства», повелитель которых есть Бог, как, например, Иегова Саваоф в переводе — «Господь сил» (1Цар. 17:45; Пс. 23:10; Ис. 1:24).

## Ветхий днями
Ветхий денми (Ати́к Йоми́н) — образ Бога из книги пророка Даниила (Дан. 7:9).

## Шем ха-мфораш
Шем ха-мфора́ш (שם המפורש‎) — древнееврейская фраза, означающая «72-кратное имя Бога». Считают увеличенным тетраграмматоном. Шем ха-мфораш — это тетраграмматон (יהוה‎).

## Страх Исаака
Па́хад Йицха́к — буквально, «Страх Исаака», или «Трепет Исаака» — один из эпитетов Бога, встречающийся в Библии только один раз (Быт. 31:42).

## Шалом
Шало́м (שלום‎ — «Мир»). В Талмуде сказано «имя Бога есть Мир» (Ха-шалом, Шаб. 10 б; Суд. 6:24).

## Ха-маком
Ха-мако́м (המקום‎) — «Вездесущий», буквально «Место» (с определённым артиклем), в еврейской традиции вселенная представляется как «мысль Бога», то есть подчёркивается, что не Всевышний является частью нашего мира или одной из сущностей в нём, но наоборот, мир существует по Его воле, и Всевышний вмещает его. В таком виде упоминается в традиционном выражении соболезнования пребывающим в трауре «да утешит Вездесущий вас вместе с остальными скорбящими Сиона и Иерусалима».

## Шхина
Имя Бога, означающее имманентное присутствие Бога в мире.
Слово שכינה‎ буквально переводится как «присутствие». Этот эпитет Бога ни разу не используется в Ветхом Завете; в раввинистической литературе использовали его, говоря о божественном присутствии в Скинии Завета или среди народа Израиля. Из всех имён Бога это единственное, стоя́щее в женском роде; Шхина считается ипостасью милосердия и прощения. Шхина упоминается в заупокойных и памятных молитвах ашкеназского обряда. Иногда к Шхине обращаются за помощью и поддержкой в домашних делах; это имя Бога используется, к примеру, в благословении дома (биркат ха-байт).

## В Каббале
В каббале (Зогар, гл. Ваикра, п. 157—163, 166—177) особо выделяются десять священных имён Творца, которые ставятся в соответствие с 10 сфирот: Эке, Ко, Авая (с огласовкой Элохим), Кель, Элохим, Авая (с огласовкой шва, холам, камац), Цваот, Шадай, Адни.